# Derecske
Derecske [derečke] je město ve východním Maďarsku v župě Hajdú-Bihar. Nachází se asi 15 km jihozápadně od Debrecínu a je správním městem stejnojmenného okresu. V roce 2018 zde žilo 8 403 obyvatel.
Derecskem protéká potok Kati-ér, který se vlévá do řeky Berettyó. Nejbližšími městy jsou Berettyóújfalu, Hajdúszoboszló, Kaba a Létavértes. Poblíže jsou též obce Hajdúszovát, Konyár, Sáránd a Tépe. V budoucnosti má kolem Derecske procházet dálnice M35.